# Ondrášov
Ondrášov (1869–1910 Ondřejov; německy Andersdorf) je vesnice, část města Moravský Beroun v okrese Olomouc. Nachází se asi 1,5 km na jihozápad od Moravského Berouna. Prochází tudy silnice I/46. Ondrášov je také název katastrálního území o rozloze 9,41 km2.
V Ondrášově se nachází železniční stanice Moravský Beroun, která leží na trati Olomouc - Opava. Do 30. let 20. století odtud vedla též úzkokolejka do Dvorců. Vyrábí se zde také Ondrášovská kyselka.

## Historie
Po roce 1850 šlo o samostatnou obec v politickém a soudním okrese Šternberk, od roku 1950 v okrese Bruntál. Součástí Moravského Berouna se Ondrášov stal v roce 1961, spolu s ním pak roku 2005 přešel do okresu Olomouc.

## Galerie

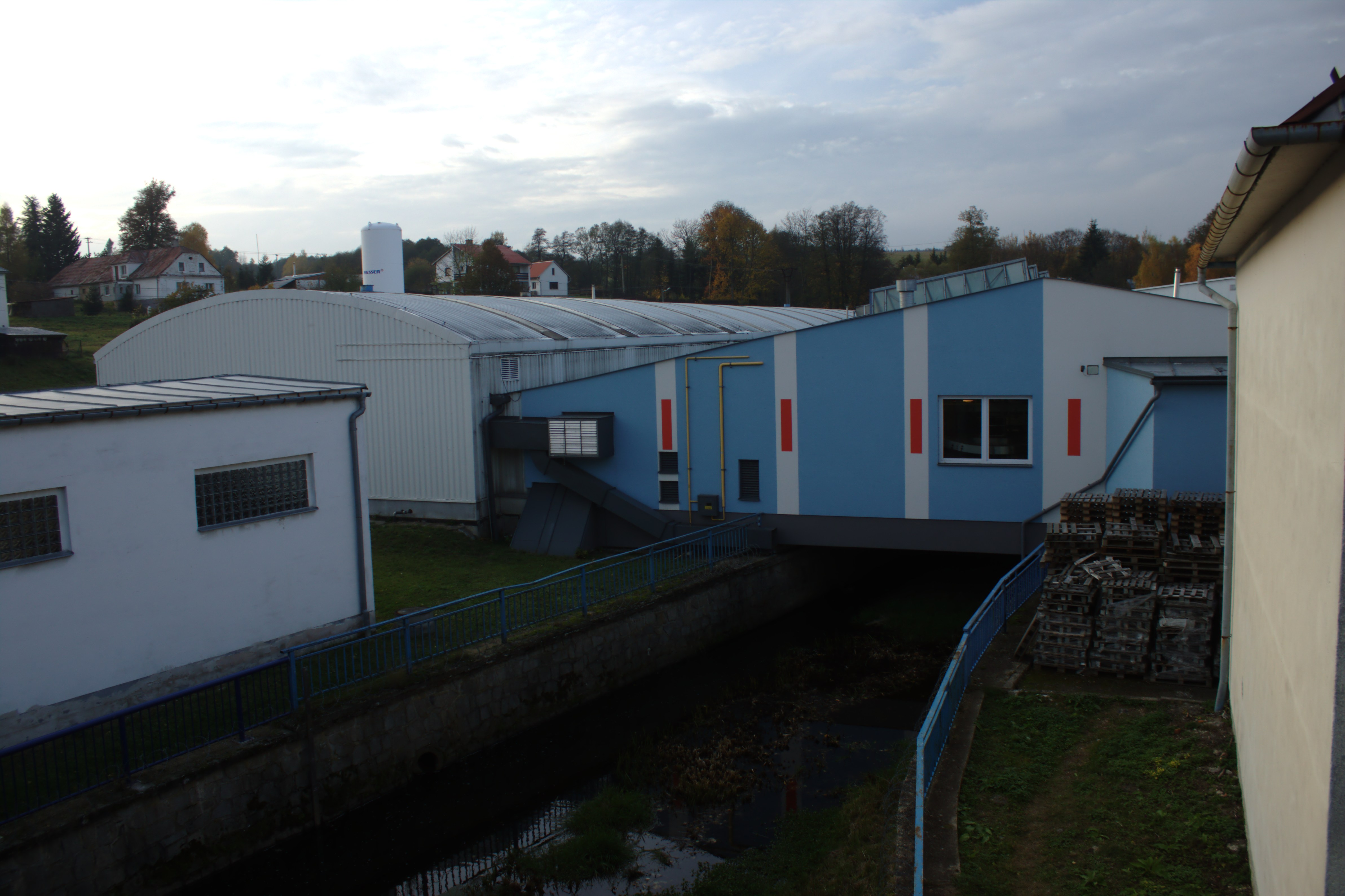
Výrobní linka Ondrášovské kyselky
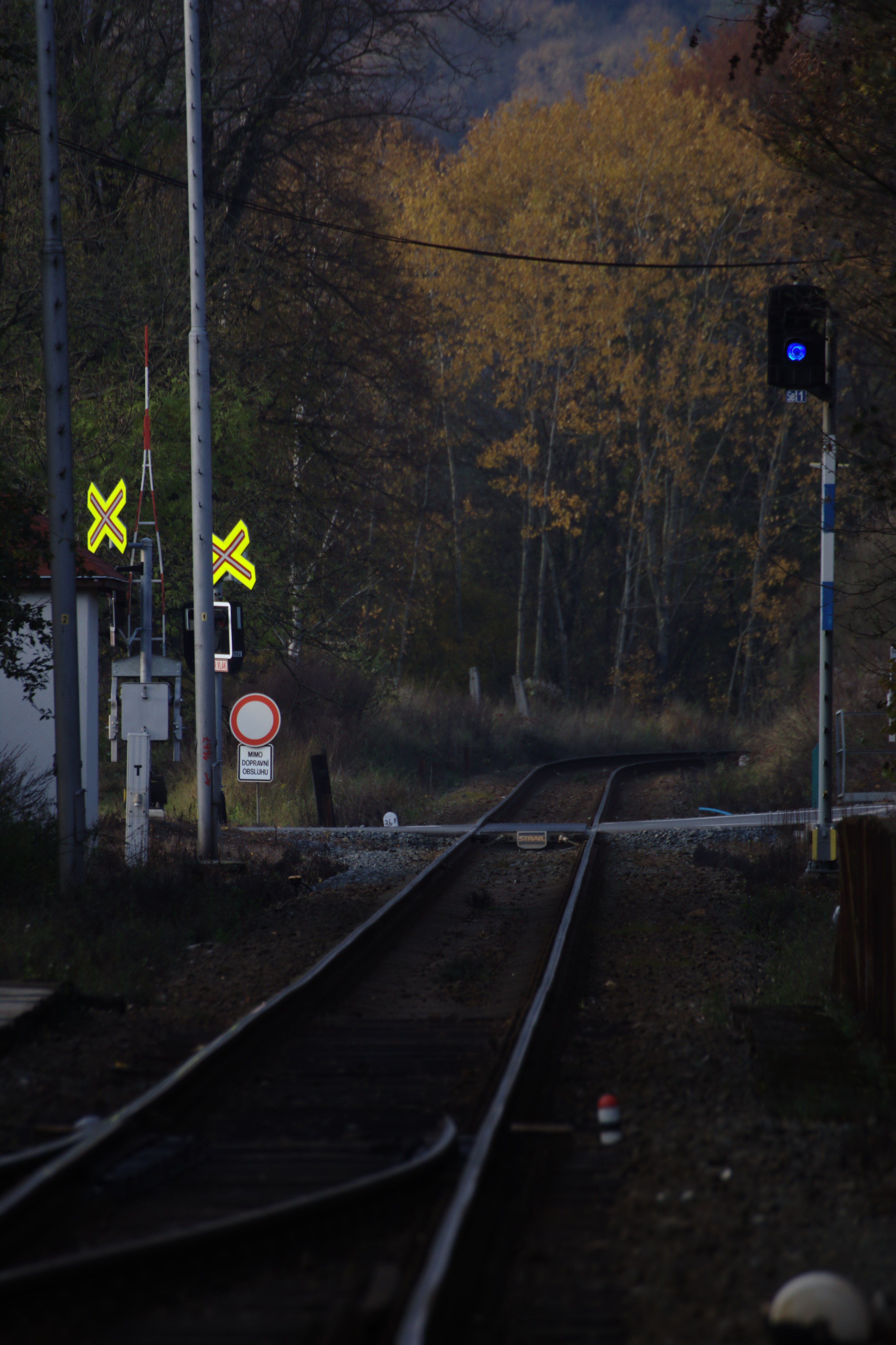
Železniční přejezd
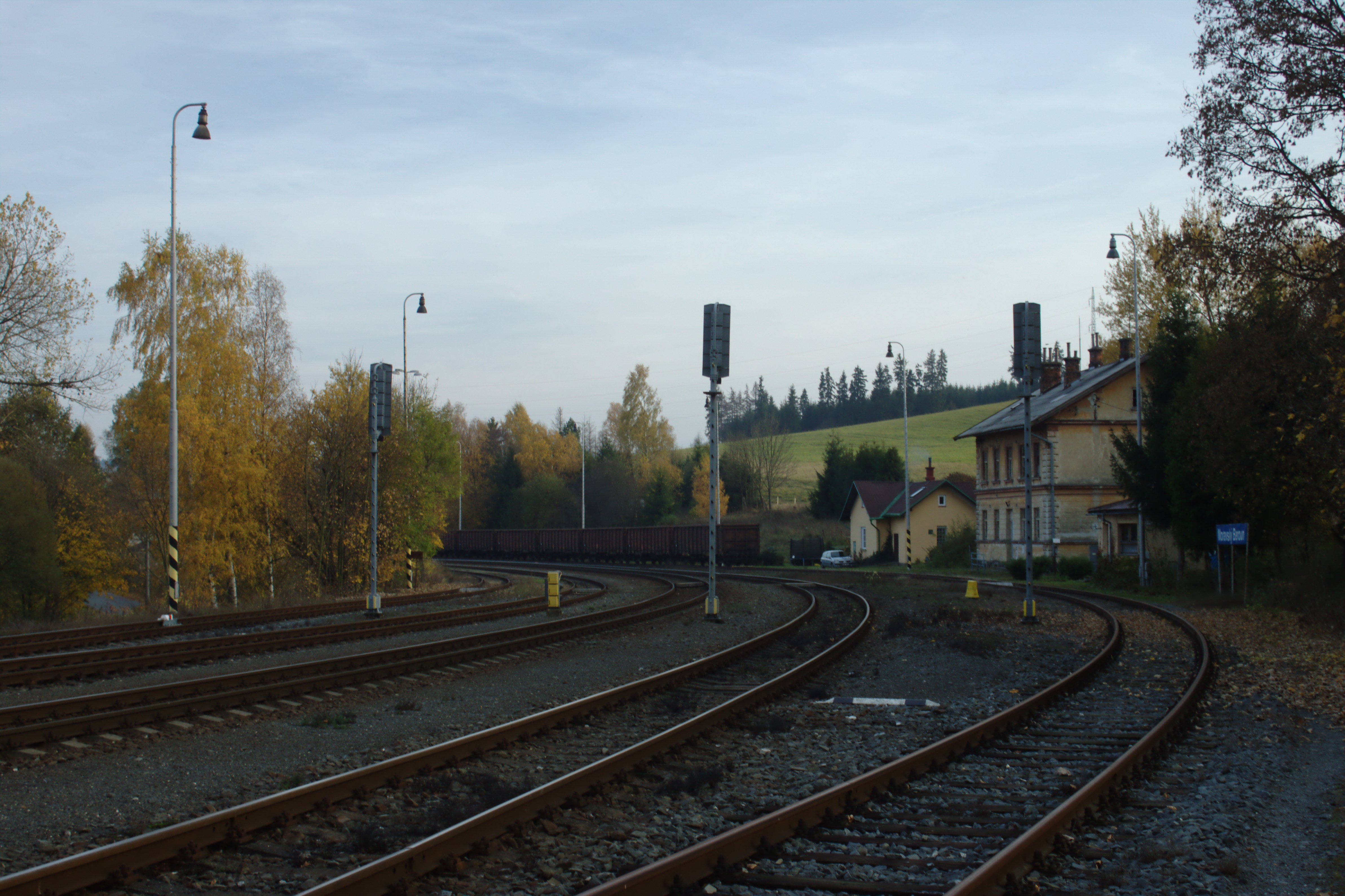
Kolejiště